# Grupa śmierci

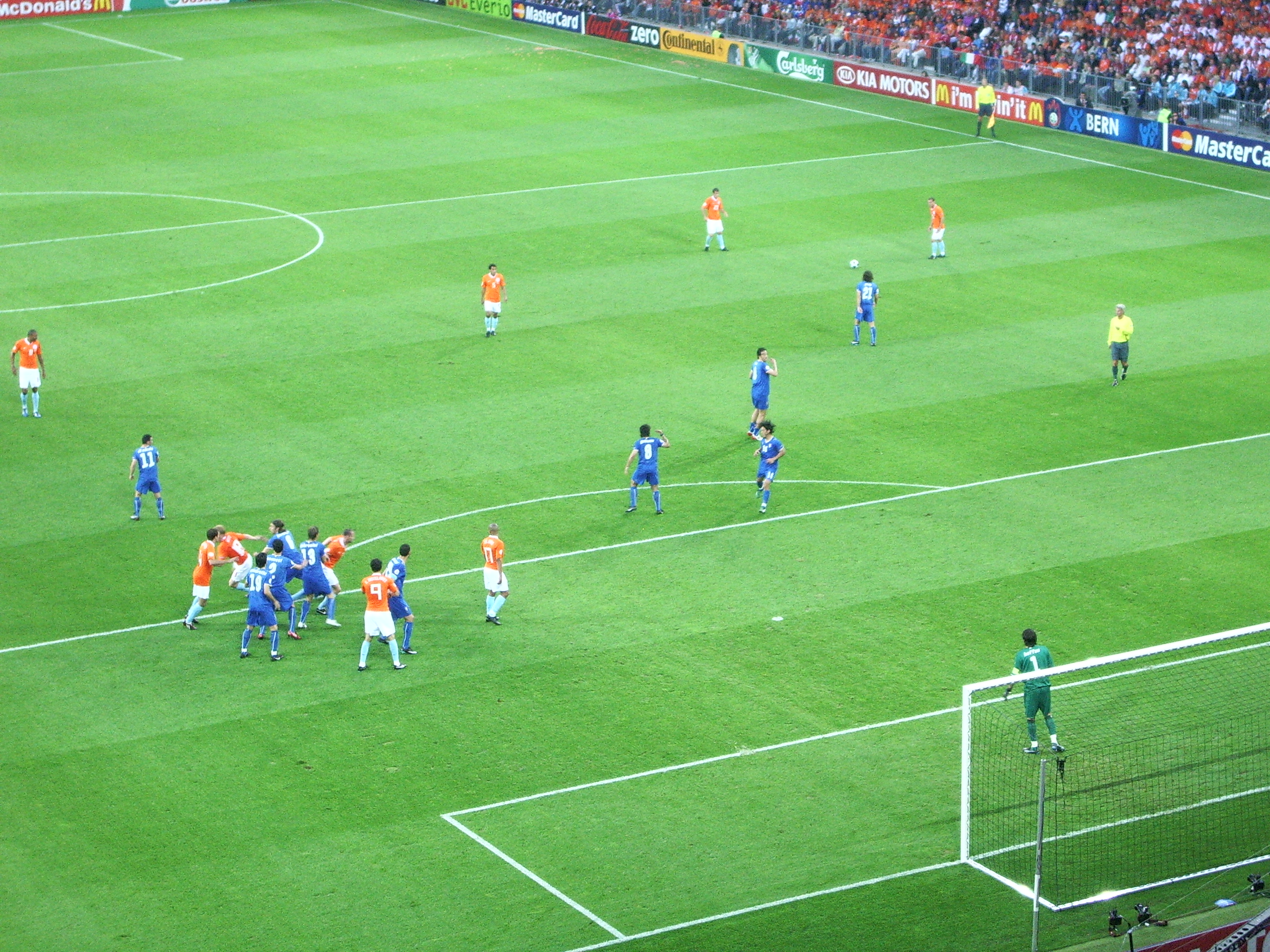
Euro 2008, zespoły Holandii i Włoch

Grupa śmierci – wyrażenie z zakresu terminologii sportowej, stosowane na oznaczenie sytuacji, w której uczestnicy turnieju lub jego etapu rozgrywanego systemem grupowym (ligowym) prezentują podobny, wysoki poziom i każdy z nich może być upatrywany w roli faworyta grupy. Pomimo tego, zgodnie z regulaminem część z nich będzie musiała odpaść z rozgrywek na tym etapie.
Termin ten pojawił się przy okazji Mistrzostw Świata w Piłce Nożnej 1970, kiedy to w ten sposób (hiszp. Grupo de la muerte) meksykańscy dziennikarze określili grupę C. Uczestniczyły w niej reprezentacje Brazylii, Anglii, Rumunii i Czechosłowacji. Podczas Mistrzostw Świata 1982 grupą śmierci okrzyknięto grupę C drugiej rundy, w której rywalizowały Brazylia, Argentyna i Włochy.
Termin został spopularyzowany w 1986 roku, kiedy to Omar Borrás określił grupą śmierci grupę E Mistrzostw Świata. W tej grupie mecze grały ze sobą drużyny Urugwaju, RFN, Danii i Szkocji.